# Johannes Hösle
Johannes Hösle (Erolzheim, Baden-Württemberg, 25 de febrer de 1929 - Regensburg, 29 de desembre de 2017) fou un traductor i lingüista catalanòfil alemany, professor de filologia romànica a la Universitat de Ratisbona.

## Biografia
Va llicenciar-se en literatura comparada a la Universitat de Tubinga el 1954. Va passar deu anys a Milà com a lector d'alemany i director de la biblioteca de l'Institut Goethe, tornà el 1964 a la Universitat de Tubinga per establir-s'hi.
Va ser un dels principals divulgadors a Alemanya de la poesia de la Renaixença catalana, raó per la qual li fou atorgada la Creu de Sant Jordi el 1999. És pare del filòsof Vittorio Hösle.

## Obres
- Katalanische Lyrik im zwanzigsten Jahrhundert. Eine Anthologie (Lírica catalana del segle xx. Una antologia, 1970)
- Ich will deutlich sprechen. Gedichte aus Katalonien (Vull parlar clar. Poesies de Catalunya, de 1974)
- Katalanische Erzähler (Manesse Bibliothek der Weltliteratur) (Narradors catalans, 1978)
- Lo Desconhort / Der Desconhort. Übersetzt und mit einer Einführung versehen von ... (1998)
- Vorläufiges zu Persönlichkeit und Werk des katalonischen Lyrikers Miquel Martí i Pol. (1998)
- Die italienische Literatur der Gegenwart. Von Cesare Pavese bis Dario Fo (1999)
- Zwischen allen Stühlen: Italo Svevo (1999)
- Le traduzioni tedesche della Gerusalemme liberata. In: Il merito e la cortesia. Torquato Tasso e la Corte dei Della Rovere (1999)